# No, No, Nanette
No, No, Nanette ist ein Musical mit der Musik von Vincent Youmans und den Liedtexten von Irving Caesar und Otto Harbach. Das Buch schrieben Frank Mandel und Otto Harbach nach dem Stück My Lady Friends von Frank Mandel und Emil Nyitray.

Das Musical lief bereits 1924 in Detroit, Cincinnati und Chicago. Eine Neufassung hatte dann am 11. März 1925 im Londoner West End im Palace Theatre seine Uraufführung. Am Broadway startete die Produktion am 16. September 1925 im Globe Theatre und in Berlin am 7. November 1925 im Metropol Theater.

1971 kam es zu einem erfolgreichen Revival am Broadway in einer Neubearbeitung von Burt Shevelove, der auch die Regie führte. Busby Berkeley wirkte als „Supervisor“ an dieser Produktion mit. Patsy Kelly erhielt 1971 für ihre Rolle in diesem Musical einen Tony Award.

## Handlung
Jimmy Smith ist durch sein Bibel-Verlagsgeschäft zum Millionär geworden. Seine wenig ansehnliche Frau Sue führt ihm in New York einen perfekt puritanischen Haushalt. Bei ihnen lebt ihr lebensfrohes Mündel Nanette. Deren Erziehung zu einem anständigen und gottesfürchtigen Wesen hat sich Sue zur Aufgabe gemacht. 

Nanette ist aber kein Kind mehr und hat natürlich einen heimlichen Verehrer. Es ist Tom Trainor, der Neffe des befreundeten Ehepaars Early. Auch Jimmy hat Geheimnisse. Er setzt einen Teil seines Einkommens für wohltätige Zwecke ein und unterstützt drei bildschöne, aber gefallene Mädchen. Die können nicht genug bekommen, sodass er sich entschließt sie durch Zahlung einer Abfindung loszuwerden. Um die diskrete Regelung dieser Angelegenheit bittet er seinen Freund Billy Early. 

Zum Finale finden sich alle Handelnden in Jimmys Strandhaus in Atlantic City ein. Dort kommen, nach etlichen Missverständnissen, alle Geheimnisse ans Licht, woraufhin Jimmy verziehen wird, Nanette sich verloben darf und Sue sich zum ersten Mal in ihrem Leben richtig herausputzt.

## Verfilmungen
No, No, Nanette wurde als Filmmusical drei Mal verfilmt: 1930 in der Regie von Clarence Badger, 1940 in der Regie von Herbert Wilcox und 1950 unter dem Titel Tea for Two von David Butler mit Doris Day.

## Bekannte Musik
- Tea For Two
- I Want to Be Happy
- Were You Just Pretending? (zusätzlicher Song der Filmfassung von 1930, Komposition von Maurice K. Jerome)